# پرتره کلاریزا استروزی
پرتره کلاریزا استروزی نقاشی رنگ روغن اثر تیسین نقاش اهل ایتالیا است. این نگاره در سال ۱۵۴۲ میلادی کشیده شده‌است. نقاشی پرتره کلاریزا استروزی در موزه گمالدگالری واقع در برلین نگهداری می‌شود. این نقاشی؛ یک دختر کوچک نجیب‌زاده را به همراه یک سگ نشان می‌دهد.